# Lordhowea insularis
Lordhowea insularis je druh rostliny z čeledi hvězdnicovité a jediný druh rodu Lordhowea. Je to keř s jednoduchými zubatými listy a bledě žlutými úbory v chocholičnatých květenstvích. Druh se vyskytuje jako endemit výhradně na Ostrově lorda Howa jižně od Austrálie, kde patří mezi běžné rostliny.

## Popis
Lordhowea insularis je stálezelený, řídce větvený, až 2 metry vysoký keř. Listy jsou jednoduché, střídavé, lehce sukulentní. Čepel listů je kopinatá až eliptická, na okraji hrubě ostře zubatá, 7 až 11 cm dlouhá a 2,5 až 5 cm široká. Úbory jsou bledě žluté, válcovité, uspořádané v téměř plochých chocholících obsahujících asi 15 až 25 úborů. Zákrov je tvořen zpravidla 8 podlouhle kopinatými listeny. Jazykovitých květů je 5 až 7, trubkovitých asi 10 až 20. Nažky jsou úzce válcovité, 3 až 5 mm dlouhé, opatřené chmýrem tvořeným mnoha jemnými štětinami.

## Rozšíření
Lordhowea insularis je endemit roste v otevřených, vlhkých lesnatých oblastech od nížin až do výšky cca 800 m n. m.